# 南里侑香
南里 侑香（なんり ゆうか、1984年3月13日 - ）は、日本の女優、声優、歌手。長崎県佐世保市出身。所属事務所はスペースクラフト・エージェンシー。所属レーベルはFlyingDog。身長157cm。血液型はA型。FictionJunction YUUKAのボーカル・YUUKAとしても活動している。

## 略歴
1984年、長崎県佐世保市に生まれる。5歳の時、家族の転居に伴い東京に移住。通っていた学校の合唱発表の際に口パクだったことを心配した母親の勧めにより、小学2年で地域の合唱団に入団、周囲に感化され歌うことの楽しさに目覚める。8歳、合唱団の知人らと家族ぐるみで芝居を観劇するようになり、その時観たファミリーミュージカルに衝撃を受け自らも舞台に立ちたいと願うようになる。家族を説得し10歳でオーディションを受け東京児童劇団に所属、子役としてCMやNHK教育テレビ『うたってオドロンパ』等に出演していた。
1996年、ミュージカル『THE GOODBYE GIRL』ルーシー・マクフェダン役で12歳にして念願の初舞台を踏む。1997年、南青山少女歌劇団に7期生として入団。2000年以降頭角を現し、2001年の卒団までに主演3作、劇団の中心メンバーとして活躍した。2001年、スペースクラフトに緒方恵美と堀尾裕樹が移籍してきたことにより声優部門が開拓される。この時南里は舞台経験者でキャストが固められた『パワーパフガールズ』日本語吹き替え版の主役の一人の座を射止め、声優としての第一歩を踏み出す。2003年、以前から南里の声に注目していたという梶浦由記によって、アニメ『機動戦士ガンダムSEED』挿入歌「暁の車」のボーカリストに抜擢される。FictionJunction YUUKA名義でのデビューとなったこの楽曲は公称20万枚のヒット作となり、南里のプロ歌手活動のきっかけとなっている。梶浦との最初の出会いは1998年とされ、当時は南青山少女歌劇団の音楽制作・歌唱指導者と劇団員の一人という関係であった。梶浦は南里の初主演作品で組んだ際「なんて悲しい声なんだろう！」という印象を持ったといい、更に後年には「真ん中にある芯に、ギューっと音が集まっていく、日本語を乗せるための細かく刻むメロディーが歌える声」と評した。
また、時を同じくして2003年に千葉紗子との歌手ユニットtiarawayの活動が始まる。シングル3枚アルバム1枚をリリースするも、2005年3月の1stコンサートにおいて電撃的に解散を発表、以降一切の活動を休止した。解散の理由は明言されていないが、関連する事実としてサイトロン・デジタルコンテンツのtiaraway担当プロデューサー志倉千代丸と担当ディレクター斎藤滋が直後に同社を退社していることが挙げられる。志倉はtiarawayに関し、「正直、心の底から解散したくなかった」と後年になり語っている。一方、声優としては第59回毎日映画コンクールアニメーション映画賞を受賞した2004年公開作品『雲のむこう、約束の場所』でヒロインの沢渡佐由理役を演じている。作品を手掛けた監督の新海誠は、デモテープを多数聞いた中から第一希望で南里に出演依頼を出しており、その理由について「手の届かない、初恋の象徴のようなイメージにぴったりだった」と語っている。また、「サユリは南里さんに演じてもらうことを前提に、本編のキャラクターをつくった」とも述べている。2009年、ソロシンガーとしての継続的活動を開始。2010年、当時スペースクラフトに所属していた結城アイラと歌手ユニットFairy Storyを結成しアルバム2枚をリリース。2014年、自身のブログで結婚を発表、その後も芸能活動を継続している。

## 備考
- 大学では声楽を専攻していた[28]。
- サポートバンドでドラムスを務めた麻生祥一郎がかつて在籍したバンド「HUMMING BIRD」の直筆サイン入りCDを持っており、南里、麻生ともに驚くということがあった[29]。

## 出演
※役名の太字は主人公・ヒロイン

### テレビ番組
- うたってオドロンパ（1995年、NHK教育）[30]
- i-CHOP！（2000年 - 2001年、キッズステーション）[31]
- アニメ星人 ときめきレシピ（2011年2月 - 3月、チバテレビ）[32]

### テレビドラマ
- あぐり（1997年4月、第1週2話・3話、NHK総合、連続テレビ小説） - 幼少時のあぐりの友人 役[33]

### 舞台
- ミュージカル「THE GOODBYE GIRL」（1996年 / 1997年） - ルーシー・マクフェダン 役[8]
- ミュージカル「big〜夢はかなう〜」（1998年）[31]
- ミュージカル「Funk-a-Step」（1998年）[31]
- ミュージカル「Funk-a-StepII」（1999年）[31]
- ミュージカル「ワルツが聞こえる?」（1999年） - マウロ 役[34]
- ミュージカル「クリスマスジュリエット〜イヴの奇蹟〜」（1999年）
- ミュージカル「ハイスクールRevolution〜愛と勇気の旅立ち〜」（2000年5月 / 8月） - 主演：片山さつき 役[5]
- ミュージカル「クリスマスジュリエット〜イヴの奇蹟〜」（2000年） - 主演：斎京茜 役[35][36]
- ミュージカル「流れ星のララバイ」（2001年） - 主演：桃子 役[9]
- ミュージカル「ANGEL GATE〜春の予感〜」（2006年） - 主演：本間ユリ 役[37]
- ミュージカル「ANGEL GATE」（2007年） - 主演：ユリ 役[38]
- 舞台「東京等身大II〜生きづらい女たち〜」（2007年） - 望月エリ 役[31]
- 朗読劇「解夏」（2016年） - 朝村陽子 役[39]
- 朗読劇「陰陽師 藤、恋せば」（2017年） - 蜜虫 役[40][41]
- 朗読劇「夏の夜の夢」（2019年） - 娘&ナレーション 役[42][43]

### ライブ
※tiaraway／FictionJunction YUUKA名義での出演は各項目を参照。
- 南里侑香 1stライブ「ロンド」（2012年5月13日：新宿BLAZE）[44]
- 南里侑香 2ndライブ「LIVE ON！」（2012年10月13日：赤坂BLITZ）[45]
- 南里侑香 海外ライブ「First Hong Kong Live Moonlight Rondo」（2013年2月23日：香港 Music Zone@E-Max）[46]
- 南里侑香 3rdライブ「STELLAR」（2013年6月14日 - 15日：新宿BLAZE）[46]
- 南里侑香 4thライブ「BLOODY HOLIC」（2013年12月19日：渋谷WWW）[47]
- 南里侑香 5thライブ「閃光のPRISONER」（2014年3月15日：渋谷WWW）[48]

## 出演（声）
※役名の太字は主役級のメインキャラクター

### テレビアニメ
2003年
- 神魂合体ゴーダンナー!!（2003年 - 2004年、さくら、第17話：楢原） - 2シリーズ
- GUNSLINGER GIRL（第1期：2003年 - 2004年、ヘンリエッタ〈初代〉）

2004年
- テニスの王子様（第134話：伊集院ナルミ）
- 舞-HiME（2004年 - 2005年、結城奈緒）
- スクールランブル（第1期：2004年 - 2005年、一条かれん〈初代〉）
- W〜ウィッシュ〜（2004年 - 2005年、飯田秋乃）

2005年
- 舞-乙HiME（2005年 - 2006年、ジュリエット・ナオ・チャン）

2008年
- スケアクロウマン（第18話：ケイト）

2009年
- 宇宙をかける少女（獅子堂ナミ）
- クプ〜!!まめゴマ!（マリエ、第29話：けい）

2010年
- 迷い猫オーバーラン!（藤野珠緒）

2011年
- 放浪息子（千葉さおり）

2012年
- 輪廻のラグランジェ（第1期：高倉えりか）
- 坂道のアポロン（迎律子）
- これはゾンビですか? オブ・ザ・デッド（第8話：女子生徒）
- 超訳百人一首 うた恋い。（第8話：末の松山）
- 流れ星レンズ（花籠凜咲）
- 遊☆戯☆王ZEXAL II（第79話・第92話：花添愛華）

2013年
- 問題児たちが異世界から来るそうですよ?（ラッテン）
- ブラッドラッド（ブラッド・T・リズ）
- ファンタジスタドール（第3話・第4話：アロエ）

2014年
- 魔法戦争（トワイライト）
- 彼女がフラグをおられたら（深雪・マッケンシー）
- スペース☆ダンディ（第17話：ソフィア〈クイーンビー〉）

2015年
- 山田くんと7人の魔女（佐々木凜）
- うしおととら（2015年 - 2016年、鷹取小夜） - 2シリーズ

2017年
- 恋と嘘（第6話：吉木遥）

2019年
- エッグカー（2019年 - 2020年、アリの女王）

2023年
- 神無き世界のカミサマ活動（第11話：シアン母）

2025年
- アークナイツ【焔燼曙明/RISE FROM EMBER】（テレジア）

### 劇場アニメ
- 雲のむこう、約束の場所（2004年、沢渡佐由理[81]）

### OVA
- マクロス ゼロ（2002年 - 2004年、マオ・ノーム）[82]
- メモリーズオフ2nd（2003年、相摩希[83]）
- スクールランブル 一学期補習（2005年、一条かれん[84]）
- 舞-乙HiME Zwei（2006年 - 2007年、ジュリエット・ナオ・チャン[85]）
- コープスパーティー Missing Footage（2012年、鈴本繭[86]）
- 輪廻のラグランジェ（2012年、高倉えりか）  - 2シリーズ[一覧 3]
- コープスパーティー Tortured Souls -暴虐された魂の呪叫-（2013年、鈴本繭[87]）

### Webアニメ
- 古町と団五郎（2012年 - 2013年、花野古町[88]）

### ゲーム
2001年
- Memories Off 2nd（相摩希・望）

2003年
- D→A:BLACK（榎本ひいろ）

2004年
- GUNSLINGER GIRL Volume.I〜III（ヘンリエッタ）
- W〜ウィッシュ〜（飯田秋乃）
- D→A:WHITE（榎本ひいろ）

2005年
- Memories Off After Rain Vol.2 想演（相摩希）
- 舞-HiME 運命の系統樹（結城奈緒）
- 武蔵伝II ブレイドマスター（タミエ）
- スクールランブル 姉さん事件です！（一条かれん）
- スクールランブル ねる娘は育つ。（一条かれん）
- ルーンプリンセス（エイミー・アクエリス）

2006年
- 舞-HiME 爆烈! 風華学園激闘史?!（結城奈緒）
- 舞-乙HiME 乙女舞闘史!!（ジュリエット・ナオ・チャン）

2010年
- コープスパーティー ブラッドカバー リピーティッドフィアー（鈴本繭）

2011年
- コープスパーティー Book of Shadows（鈴本繭）

2012年
- ヒーローズファンタジア（結城奈緒）
- コープスパーティー -THE ANTHOLOGY- サチコの恋愛遊戯♥Hysteric Birthday 2U（鈴本繭）
- ガールフレンド（仮）（2012年 - 、山野こだま）

2013年
- アクセル・ワールド -加速の頂点-（日下部綸）
- マクロス30 銀河を繋ぐ歌声（マオ・ノーム）
- 新星のグランドユニオン（2013年 - 2014年、フェリス＝リン）
- ファンタジスタドール ガールズロワイヤル（2013年 - 2015年、アロエ）

2014年
- 魔法少女大戦 ZANBATSU（2014年 - 2015年、神代雨子）
- コープスパーティー BLOOD DRIVE（鈴本繭）

2015年
- コープスパーティー ブラッドカバー リピーティッドフィアー 3DS版（鈴本繭）

2016年
- プリシラと魔法の本（ピピス）

2017年
- アクセル・ワールド エンドオブバースト（2017年 - 2018年、日下部綸）
- アクセル・ワールド VS ソードアート・オンライン 千年の黄昏（日下部綸）
- エイリヤンエボリューション（ガドリエル）
- シンデレラブレイド3（ピピス）
- VALKYRIE ANATOMIA -THE ORIGIN-（2017年 - 2021年、フロスティー）

2019年
- エンゲージプリンセス〜眠れる姫君と夢の魔法使い〜（桜花天コノハナサクヤ）

2020年
- ワールズエンドクラブ（雪）
- フードファンタジー（2020年 - 、君山銀針）

2024年
- マクロス -Shooting Insight-（マオ・ノーム）
- アークナイツ（テレジア〈シヴィライト・エテルナ〉）

### ドラマCD
- 悪魔のミカタ（2004年、真嶋綾[127]）
- 7SEEDS（2004年、岩清水ナツ[128]）
- 舞-HiME★DESTINY〜龍の巫女〜（2007年 - 2008年、結城奈緒[129]）

### 吹き替え

#### アニメ
- パワーパフガールズ（2001年 - 2016年、バブルス〈初代〉[130][注 5]） - 6シリーズ、他[一覧 4]

#### 映画
- アリー my Love（2003年、シーズン5第15話：セリーナ[136]）
- マーサの幸せレシピ（2003年、リナ[137]）
- エバーラスティング 時をさまようタック（2004年、ウイニー・フォスター[138]）
- デッド・ゾーン（2008年、第71話：モニーク[139]）
- 第一容疑者 希望のかけら（2009年、ペニー・フィリップス[140]）
- フランケンウィニー（2012年、エルザ・ヴァン・ヘルシング[141]）
- glee（2013年、シーズン4第16話・第18話：ケイティ[142]）

### ナレーション
- D1グランプリシリーズRd.1東京ドリフト キャンパスクイーンと一緒に学ぼうSP（2016年、TOKYO MX2）[143]

### ラジオ番組
※はインターネット配信。
- Dream Factory Voiceジェネレーション〜南里と田光のガッチャラジオ〜（2003年 - 2004年）[31]
- tiaraway 色々ベリーnight（2003年 - 2004年）[31]
- A&G ARTIST ZONE 2h（2010年10月 - 2011年9月、超!A&G+※）[31]火曜日パーソナリティ
- 侑香とアイラのRadioはこいり姫（2010年10月 - 2011年4月、超!A&G+※）[31]
- 南里侑香 あなたと私のうた（2011年10月 - 2012年3月、ラジオ大阪・ラジオ日本）[31]
- 侑香とOCHANOMITAI（2012年4月 - 2015年5月、フライングドッグ内公式サイト※）[31]
- 南里組娘役（2013年7月 - 12月、NACK5、The Nutty Radio Show おに魂に内包）[144]

## 書籍

### 雑誌連載
- コラム「南里侑香の自由帳」（2012年10月、速報アニメ！！パンチ）[145]

### エッセイ
- どこか懐かしいにおいと、ロマンを持ち合わせて（2013年、小学館）[146]

## ディスコグラフィ

### シングル
|     | 発売日         | タイトル                | カップリング     | レーベル            | 規格品番   | オリコン最高位 |
| --- | -------------- | ----------------------- | ---------------- | ------------------- | ---------- | -------------- |
| 1st | 2003年10月8日  | Fun! Fun! ★ふぁんたじー | ナナイロミライ   | トライエム          | MECH-1007  |                |
| 2nd | 2009年2月25日  | オデッセイ              | Dear             | ユニバーサル シグマ | UMCK-5229  | 78位           |
| 3rd | 2010年2月24日  | 月導-Tsukishirube-      | 雨の散歩道       | FlyingDog           | VTCL-35084 | 36位           |
| 4th | 2010年11月24日 | 雫 -shizuku-            | Heartバイブル    | FlyingDog           | VTCL-35097 | 89位           |
| 5th | 2011年8月3日   | 輝跡 -kiseki-           | あなたと私のうた | FlyingDog           | VTCL-35115 | 23位           |
| 6th | 2013年8月7日   | BLOODY HOLIC            | snow wind        | FlyingDog           | VTCL-35156 | 97位           |
| 7th | 2014年2月5日   | 閃光のPRISONER          | ぬくもり         | FlyingDog           | VTCL-35174 | 48位           |

### 配信楽曲
|   | 配信日        | タイトル         | レーベル   | 備考                                            |
| - | ------------- | ---------------- | ---------- | ----------------------------------------------- |
| 1 | 2013年8月14日 | Mother land      | FlyingDog  | テレビアニメ『革命機ヴァルヴレイヴ』挿入歌      |
| 2 | 2015年        | Ties Of Ocean    | （未発売） | 動画配信サイトiQIYI（アイチーイー）テーマソング |
| 3 | 2020年1月     | 君は僕に似ている | DAM        | あにそんボーカル配信曲                          |

### アルバム
|            | 発売日        | タイトル                    | レーベル  | 規格品番 | 規格品番   | 収録曲 | オリコン最高位 |
| 初回限定盤 | 発売日        | タイトル                    | レーベル  | 通常盤   |            | 収録曲 | オリコン最高位 |
| ---------- | ------------- | --------------------------- | --------- | -------- | ---------- | --- | -------------- |
| 1st        | 2012年3月14日 | ロンド…月の記憶をたどって。 | FlyingDog | VTZL-39  | VTCL-60292 | 収録曲 1. Overture 2. ビオトープ 3. アイ・マイ・ミー・・・mine 4. サヨナラ 5. 輝跡 -kiseki- （London Re-Mix1） 6. 嵐の勇者（ヒーロー） 7. Heartバイブル 8. 春風によせて 9. 雫 -shizuku- （London Re-Mix） 10. 雨の散歩道 11. end of loop 12. 月導 -Tsukishirube- 13. あなたと私のうた 14. Andante アンダンテ | 47位           |
| 2nd        | 2015年4月22日 | one day                     | FlyingDog | VTZL-83  | VTCL-60375 | 収録曲 1. Relight Delight 2. ONE DAY 3. 閃光のPRISONER 〜album version 4. snow wind 5. 真白 6. My Favorite Time 〜素敵な一日 7. Good luck for you 8. Mother land 9. BLOODY HOLIC 〜add Chorus Mix 2015 10. LIVE ON ! 〜add Trance Mix 2015 11. STELLAR 12. アンティフォーナ 13. ぬくもり                     | 82位           |

### ミニアルバム
|     | 発売日        | タイトル | レーベル  | 規格品番 | 収録曲 | オリコン最高位 |
| --- | ------------- | -------- | --------- | -------- | --- | -------------- |
| 1st | 2012年8月22日 | LIVE ON! | FlyingDog | VTZL-48  | 収録曲 1. LIVE ON ! 2. アイ・マイ・ミー・・・mine 3. MC #1 4. Dear 5. end of loop 6. 月導 -Tsukishirube- 7. MC #3 8. LIVE ON ! 9. LIVE ON ! （without YUUKA） | 111位          |

### サウンドトラック／コンピレーション
| 発売日         | 楽曲タイトル                                                        | 収録アルバム                                                                       | レーベル                   | 規格品番   | 備考                                                     |
| -------------- | ------------------------------------------------------------------- | ---------------------------------------------------------------------------------- | -------------------------- | ---------- | -------------------------------------------------------- |
| 2003年11月21日 | Snow magic                                                          | わがまま☆フェアリー ミルモでポン! ちょっとすてきな物語り〜冬編〜                   | トライエム                 | MECH-1010  | テレビアニメ『わがまま☆フェアリーミルモでポン』関連曲    |
| 2004年2月25日  | おおきなふるどけい                                                  | わがまま☆フェアリー ミルモでポン! フェアリーコンサート〜みんなで歌おう童謡まつり〜 | トライエム                 | MECH-1016  | テレビアニメ『わがまま☆フェアリーミルモでポン』関連曲    |
| 2004年2月25日  | ハッピー・ラッキー〜お願いミルモ〜 -みんなで歌っちゃおうバージョン- | わがまま☆フェアリー ミルモでポン! フェアリーコンサート〜みんなで歌おう童謡まつり〜 | トライエム                 | MECH-1016  | テレビアニメ『わがまま☆フェアリーミルモでポン』関連曲    |
| 2004年7月21日  | Elenore                                                             | MADLAX O.S.T.                                                                      | ビクターエンタテインメント | VICL-61319 | テレビアニメ『MADLAX』挿入歌                             |
| 2004年7月21日  | cradle                                                              | MADLAX O.S.T.                                                                      | ビクターエンタテインメント | VICL-61319 | テレビアニメ『MADLAX』挿入歌                             |
| 2004年7月21日  | Margalet                                                            | MADLAX O.S.T.                                                                      | ビクターエンタテインメント | VICL-61319 | テレビアニメ『MADLAX』挿入歌                             |
| 2004年9月22日  | we are one                                                          | MADLAX O.S.T.2                                                                     | ビクターエンタテインメント | VICL-61320 | テレビアニメ『MADLAX』挿入歌                             |
| 2004年9月22日  | she's gotta go                                                      | MADLAX O.S.T.2                                                                     | ビクターエンタテインメント | VICL-61320 | テレビアニメ『MADLAX』挿入歌                             |
| 2004年9月22日  | Madlax                                                              | MADLAX O.S.T.2                                                                     | ビクターエンタテインメント | VICL-61320 | テレビアニメ『MADLAX』挿入歌                             |
| 2004年11月10日 | yanyan〜japanese version                                            | マクロス ゼロ オリジナルサウンドトラック2                                          | ビクターエンタテインメント | VICL-61518 | OVA『マクロス ゼロ』関連曲                               |
| 2004年11月10日 | yanyan〜mayan version                                               | マクロス ゼロ オリジナルサウンドトラック2                                          | ビクターエンタテインメント | VICL-61518 | OVA『マクロス ゼロ』エンディングテーマ                   |
| 2007年7月25日  | el cazador                                                          | エル・カザド オリジナルサウンドトラック1                                           | ビクターエンタテインメント | VICL-62375 | テレビアニメ『エル・カザド』挿入歌                       |
| 2007年9月21日  | cazador del amor                                                    | エル・カザド オリジナルサウンドトラック2                                           | ビクターエンタテインメント | VICL-62376 | テレビアニメ『エル・カザド』挿入歌                       |
| 2011年2月23日  | 嵐の勇者（ヒーロー）                                                | 勇者シリーズ20周年記念 HARVEST                                                     | FlyingDog                  | VTCL-60242 | テレビアニメ・勇者シリーズ関連曲                         |
| 2012年4月25日  | My Favorite Things ＜featuring 南里侑香 as Ritsuko sings＞          | アニメ「坂道のアポロン」オリジナル・サウンドトラック                               | エピックレコードジャパン   | ESCL-3874  | テレビアニメ『坂道のアポロン』挿入歌                     |
| 2015年4月22日  | 食物が連なる世界                                                    | Sound Horizon 9th Story CD 『Nein』                                                | ポニーキャニオン           | PCCA-04163 | Sound Horizonボーカル参加曲                              |
| 2022年7月27日  | WINTER LOVE EXPRESS                                                 | TWO-MIX Tribute Album "Crysta-Rhythm"                                              | キングレコード             | KICS-4058  | - TWO-MIXトリビュートアルバム参加曲 - TSUKEMENとのコラボ |

### キャラクターソング
| 発売日         | 楽曲タイトル                                     | 歌唱名義                                                | 収録アルバム                                                                                           | レーベル                       | 規格品番     | 備考                                            |
| -------------- | ------------------------------------------------ | ------------------------------------------------------- | --- | ------------------------------ | ------------ | ----------------------------------------------- |
| 2002年2月6日   | ふたつの心は                                     | 相摩希／望（南里侑香）                                  | 「メモリーズオフ2nd」ミニアルバム・コレクションVol.5                                                   | サイトロン・デジタルコンテンツ | SCDC-00149   | ゲーム『Memories Off 2nd』関連曲                |
| 2004年2月25日  | FLY AWAY                                         | 榎本ひいろ（南里侑香）                                  | D→A:BLACK ドリームコレクション Vol.3                                                                   | キングレコード                 | KICM-4017    | ゲーム『D→A:BLACK』関連曲                       |
| 2004年6月23日  | 夢の続き                                         | エイミー・アクエリス（南里侑香）                        | ルーンプリンセス ヴォーカルアルバム                                                                    | キングレコード                 | KICA-644     | 『ルーンプリンセス』関連曲                      |
| 2004年12月22日 | Without you                                      | 千葉紗子＆南里侑香                                      | W〜ウィッシュ〜キャラクターミニアルバム2 つばさ&秋乃                                                   | サイトロン・デジタルコンテンツ | SCDC-00391   | 『W〜ウィッシュ〜』関連曲                       |
| 2005年2月23日  | イノセント                                       | 結城奈緒（南里侑香）                                    | 舞-HiME キャラクターボーカルアルバム 初恋方程式 第１楽章                                               | ランティス                     | LACA-5355    | テレビアニメ『舞-HiME』関連曲                   |
| 2005年3月24日  | 毎日がRendez-vous                                | 一条かれん（南里侑香）                                  | スクールランブル：一条かれん                                                                           | キングレコード                 | KICA-674     | テレビアニメ『スクールランブル』関連曲          |
| 2005年12月21日 | Lui si chiama.... 〜私の大切な人...彼の名は...〜 | ヘンリエッタ（南里侑香）                                | GUNSLINGER GIRL Image Album 『Poca felicita』                                                          | マーベラスエンタテインメント   | MJCD-20043   | 『GUNSLINGER GIRL』関連曲                       |
| 2013年1月23日  | Sparrow kiss                                     | 鈴本繭（南里侑香）                                      | コープスパーティー・ホラーアンソロジー・キャラクターアルバム「Whisper of the Nightmare “♀Tarantula♀”」 | 5pb.                           | SVWC-7898    | ゲーム『コープスパーティー』関連曲              |
| 2013年8月28日  | マスカレイド                                     | ブラッド・T・リズ（南里侑香）                           | TVアニメーション「ブラッドラッド」O.S.T.1                                                              | FlyingDog                      | VTCL-60352   | テレビアニメ『ブラッドラッド』関連曲            |
| 2014年3月26日  | アイモ〜鳥のひと                                 | マオ･ノーム（南里侑香）＆シェリル･ノーム starring May'n | マクロス30周年記念 超時空デュエット集 娘コラ×                                                          | FlyingDog                      | VTCL-60367   | マクロスシリーズ関連曲                          |
| 2016年10月19日 | Dark in the FairyTale                            | ピピス（南里侑香）                                      | 「プリシラと魔法の本」コンピレーショントラック                                                         | Space Y Records                | QACY-30009   | パチスロ『プリシラと魔法の本』BGM使用曲         |
| 2017年5月17日  | ふわり*ススメ                                    | フレッシュあらもーど                                    | ガールフレンド（仮） キャラクターソングシリーズ Vol.05                                                 | ポニーキャニオン               | PCCG-01595   | ゲーム『ガールフレンド（仮）』関連曲            |
| 2017年7月30日  | 旋律のシルエット                                 | ガドリエル（南里侑香）                                  | ALIYAN EVOLUTION 〜Gadriel Side〜                                                                      | WAVE MASTER                    | SSS-7        | パチスロ『エイリヤンエボリューション』BGM使用曲 |
| 2017年7月30日  | Starry Heaven 〜with Gadriel〜                   | ガドリエル（南里侑香）、歌野ひかり（上田麗奈）          | ALIYAN EVOLUTION 〜Gadriel Side〜                                                                      | WAVE MASTER                    | SSS-7        | パチスロ『エイリヤンエボリューション』BGM使用曲 |
| 2017年7月30日  | Just the way you are 〜with Gadriel〜            | ガドリエル（南里侑香）、歌野ひかり（上田麗奈）          | ALIYAN EVOLUTION 〜Gadriel Side〜                                                                      | WAVE MASTER                    | SSS-7        | パチスロ『エイリヤンエボリューション』BGM使用曲 |
| 2017年7月30日  | Orion 〜with Gadriel〜                           | ガドリエル（南里侑香）、歌野ひかり（上田麗奈）          | ALIYAN EVOLUTION 〜Gadriel Side〜                                                                      | WAVE MASTER                    | SSS-7        | パチスロ『エイリヤンエボリューション』BGM使用曲 |
| 2017年7月30日  | 星のカケラ 〜with Gadriel〜                      | ガドリエル（南里侑香）、歌野ひかり（上田麗奈）          | ALIYAN EVOLUTION 〜Gadriel Side〜                                                                      | WAVE MASTER                    | SSS-7        | パチスロ『エイリヤンエボリューション』BGM使用曲 |
| 2017年7月30日  | Stairs to light                                  | ガドリエル（南里侑香）                                  | ALIYAN EVOLUTION 〜Gadriel Side〜                                                                      | WAVE MASTER                    | SSS-7        | パチスロ『エイリヤンエボリューション』BGM使用曲 |
| 2017年8月23日  | not found                                        | ピピス（南里侑香）                                      | シンデレラブレイド3 Big Bonus Music                                                                    | Space Y Records                | QACY-30010   | パチスロ『シンデレラブレイド3』BGM使用曲        |
| 2025年1月13日  | Unchanging wish                                  | シヴィライト・エテルナ（南里侑香）                      | （配信シングル）                                                                                       | Yostar                         | （配信限定） | ゲーム『アークナイツ』関連曲                    |

### タイアップ
| 楽曲                    | タイアップ                                                                    | 時期   |
| ----------------------- | ----------------------------------------------------------------------------- | ------ |
| Fun! Fun! ★ふぁんたじー | テレビアニメ『わがまま☆フェアリー ミルモでポン!ごおるでん』オープニングテーマ | 2003年 |
| オデッセイ              | ニンテンドーDSゲーム『電撃学園RPG Cross of Venus』主題歌                      | 2009年 |
| 月導-Tsukishirube-      | テレビアニメ『おおかみかくし』エンディングテーマ                              | 2010年 |
| 雫 -shizuku-            | OVA『.hack//Quantum』主題歌                                                   | 2011年 |
| 輝跡 -kiseki-           | テレビアニメ『セイクリッドセブン』エンディングテーマ、オープニングテーマ      | 2011年 |
| LIVE ON!                | オンラインゲーム『ARK FRONTIER -時空漂流-』テーマソング                       | 2012年 |
| BLOODY HOLIC            | テレビアニメ『ブラッドラッド』エンディングテーマ                              | 2013年 |
| Mother land             | テレビアニメ『革命機ヴァルヴレイヴ』挿入歌                                    | 2013年 |
| 閃光のPRISONER          | テレビアニメ『魔法戦争』オープニングテーマ                                    | 2014年 |
| Ties Of Ocean           | 動画配信サイトiQIYI（アイチーイー）テーマソング                               | 2015年 |

### 映像作品
| 発売日        | タイトル                                                 | レーベル                     | 規格品番               |
| ------------- | -------------------------------------------------------- | ---------------------------- | ---------------------- |
| 2005年3月24日 | スクールランブル プレゼンツ come! come! well-come? Party | キングレコード               | KIBA-1194              |
| 2011年4月20日 | Animelo Summer Live 2010-evolution-8.28                  | キングレコード               | KIXM-1012〜1013        |
| 2011年8月26日 | ときめきレシピ スイーツの巻〜MAKO&南里侑香〜             | ポニーキャニオン             | PCBE-11852             |
| 2013年3月17日 | Animelo Summer Live 2012 -INFINITY∞- 8.25                | キングレコード               | KIXM-1020〜1021        |
| 2013年2月20日 | 南里侑香“LIVE ON!”赤坂BLITZ 2012.10.13 Full Collection   | FlyingDog                    | VTZL-54                |
| 2013年2月20日 | 南里侑香“LIVE ON!”赤坂BLITZ 2012.10.13 Select 8 Songs    | FlyingDog                    | VTBL-25                |
| 2013年3月27日 | コエキタ!! VOL.2                                         | エムオン・エンタテインメント | ISBN 978-4-7897-3571-1 |
| 2014年3月26日 | Animelo Summer Live 2013 -FLAG NINE- 8.25                | キングレコード               | KIXM-1028〜1029        |
| 2016年1月20日 | 9th Story Concert 『Nein』〜西洋骨董屋根裏堂へようこそ〜 | ポニーキャニオン             | PCXP-50359             |
| 2017年        | 朗読劇「解夏」 鍵本輝×南里侑香                           | Jnapi                        | JNPI-0003B             |